# Frente Independiente Moralizador
El Frente Independiente Moralizador (FIM) fue un partido político peruano fundado en 1990 por el ex-congresista Fernando Olivera, quien ya había ganado popularidad por su oposición al primer régimen de Alan García. El partido tuvo éxito en las elecciones desde 1990 hasta el 2001, donde luego en 2006 quedó fuera de la carrera electoral y finalmente disuelto en 2007.

## Historia
Luego de que Fernando Olivera renunciara al Partido Popular Cristiano, en 1990 decide fundar el Frente Independiente Moralizador bajo los principios de la honestidad y la lucha contra la corrupción para garantizar el desarrollo del Perú. El símbolo del partido era una escoba.

## Participación Electoral

### Elecciones generales de 1990
Para las elecciones generales de 1990, Olivera anunció de que el FIM iba a participar en dichas elecciones con solo candidatos a la Cámara de Diputados. Luego de las elecciones, el partido logró alcanzar 7 puestos en el parlamento.
| Región | Nombre                   | Número de Votos |
| ------ | ------------------------ | --------------- |
| Lima   | Fernando Olivera         | 225,550         |
| Lima   | Eduardo López Therese    | 19,946          |
| Lima   | Dennis Falvy Valdivieso  | 19,403          |
| Lima   | Jaime Picasso Salinas    | 15,338          |
| Lima   | Fernando Flores-Aráoz    | 8,457           |
| Lima   | Ernesto Gamarra Olivares | 7,096           |
| Lima   | Edgar Terán Iriarte      | 3,885           |

El 2 de abril de 1992, el cargo parlamentario de los Diputados fue interrumpido tras la disolución del Congreso decretado por el expresidente Alberto Fujimori.

### Elecciones Constituyentes de 1992
Luego del Golpe de Estado, Fujimori decidió convocar a elecciones constituyentes para 1992. Luego de la convocatoria, Olivera decidió participar en dichas elecciones para el Congreso Constituyente Democrático donde nuevamente obtuvo 7 escaños.
| Región         | Nombre                   | Número de Votos |
| -------------- | ------------------------ | --------------- |
| Distrito Único | Fernando Olivera         | 250,919         |
| Distrito Único | Ernesto Gamarra Olivares | 38,985          |
| Distrito Único | Carlos Cuaresma Sánchez  | 22,342          |
| Distrito Único | César Larrabure Gálvez   | 14,866          |
| Distrito Único | Julio Chu Mériz          | 10,099          |
| Distrito Único | Humberto Sambucetti      | 8,711           |
| Distrito Único | Willy Serrato Puse       | 8,607           |

Durante el Congreso Constituyente Democrático, solo Fernando Olivera fue integrante de la Comisión Constitucional presidida por Carlos Torres y Torres Lara.

### Elecciones regionales y municipales de 1993
Al año siguiente, el partido participa en las elecciones municipales de 1993, obteniendo 2 alcaldías provinciales, siendo las provincias de Melgar y San Antonio de Putina en Puno, a su vez obtiene 9 alcaldías distritales.
Alcaldes Provinciales electos por FIM
| Región | Provincia             | Alcalde               |
| ------ | --------------------- | --------------------- |
| Puno   | Melgar                | Edgar Roca Huayta     |
| Puno   | San Antonio de Putina | Carlos Gironda Vargas |

Alcaldes Distritales electos por FIM
| Región      | Provincia             | Distrito    | Alcalde                     |
| ----------- | --------------------- | ----------- | --------------------------- |
| Cajamarca   | Santa Cruz            | Ninabamba   | Francisco Díaz Mego         |
| Cuzco       | Paruro                | Accha       | Rogerio Huamán Salazar      |
| Cuzco       | Quispicanchi          | Marcapata   | Rolando Díaz Solorzano      |
| La Libertad | Pataz                 | Chillia     | Nazael Correa Noriega       |
| Puno        | Carabaya              | Corani      | Wilfredo Condori Uchamaco   |
| Puno        | Huancané              | Inchupalla  | Leonardo Chura Aracayo      |
| Puno        | Lampa                 | Ocuviri     | Eusebio Velarde Mamani      |
| Puno        | San Antonio de Putina | Ananea      | Marcial Quispe Huarilloclla |
| Puno        | San Antonio de Putina | Quilcapuncu | Francisco Mamani Reyes      |

### Elecciones generales de 1995
Para las elecciones generales de 1995, el FIM nuevamente decide participar en las elecciones con solo candidatos al Congreso de la República. La lista parlamentaria estuvo encabezada por Fernando Olivera y también se encontraban algunos exdiputados como Beatriz Merino, Pedro Cateriano y Fausto Alvarado, sin embargo, el partido solo obtuvo 6 escaños en el parlamento.
| Región         | Nombre                   | Número de Votos |
| -------------- | ------------------------ | --------------- |
| Distrito Único | Fernando Olivera         | 100,237         |
| Distrito Único | Beatriz Merino           | 8,961           |
| Distrito Único | Jorge Salazar Vargas     | 7,102           |
| Distrito Único | Ernesto Gamarra Olivares | 6,319           |
| Distrito Único | Antonio Llerana Maroti   | 5,006           |
| Distrito Único | Elferez Vidarte Correa   | 4,897           |

Durante el Congreso, el partido fue parte de la oposición al régimen autoritario de Alberto Fujimori.

### Elecciones generales del 2000
En las elecciones generales del 2000, el FIM nuevamente obtuvo representación en el parlamento con 9 congresistas, entre ellos Olivera quien fue el más votado, la ex primera dama Susana Higuchi, el periodista Luis Ibérico y entre otros.
| Región         | Nombre                   | Número de Votos |
| -------------- | ------------------------ | --------------- |
| Distrito Único | Fernando Olivera         | 348,853         |
| Distrito Único | Susana Higuchi           | 126,451         |
| Distrito Único | Luis Ibérico             | 97,415          |
| Distrito Único | Guido Pennano Allison    | 27,998          |
| Distrito Único | Waldo Ríos Salcedo       | 23,501          |
| Distrito Único | Ernesto Gamarra Olivares | 22,780          |
| Distrito Único | Manuel Vásquez Valera    | 18,563          |
| Distrito Único | Patricia Donayre         | 15,106          |
| Distrito Único | Carlos Cuaresma Sánchez  | 13,792          |

Durante este periodo parlamentario, algunos Congresistas se pasaron a las filas de Perú 2000 como tránsfugas y en el caso del FIM, solo Waldo Ríos se pasó a la filas del oficialismo tras haber recibido US$ 10.000 de Vladimiro Montesinos y Guido Pennano fue separado del partido tras haberse descubierto de que se había reunido con Montesinos en el SIN.
En septiembre del 2000, los congresistas, Fernando Olivera, Luis Ibérico y Susana Higuchi decidieron convocar a una conferencia de prensa en el Gran Hotel Bolívar donde decidieron hacer público un Vladivideo en donde se puede apreciar al entonces congresista Alberto Kouri recibiendo dinero del exasesor presidencial Vladimiro Montesinos a cambio de pasarse a las filas de Perú 2000. Al momento de la presentación del video, el líder del FIM señaló que “hoy estamos liberando al Perú del yugo de esta mafia”, en alusión al gobierno de Alberto Fujimori.
Dos días de la publicación del primer Vladivideo, Fujimori anunció en un mensaje a la Nación que desactivaría el SIN y que convocaría a elecciones generales para abril del 2001.
En el 2001, se hizo público otro Vladivideo en donde se aprecia a Ernesto Gamarra reuniéndose con Luis Venero, quien era testaferro de Montesinos, donde este le entrega 3 mil dólares para apoyar la campaña electoral de su esposa. Tras esto, Gamarra fue expulsado del partido.
Luego de la publicación de los Vladivideos y la renuncia de Alberto Fujimori a la Presidencia de la República mediante un fax desde Japón, el cargo de los congresistas fue reducido hasta el 2001 donde se convocaron a nuevas elecciones.

### Elecciones generales del 2001
En las elecciones generales del 2001, el partido presentó por primera vez la candidatura de Fernando Olivera a la Presidencia de la República. En la plancha presidencial lo acompañaron el exalcalde Ricardo Belmont a la primera Vicepresidencia y Eduardo Iriarte a la 2.ª Vicepresidencia. Pronto, la candidatura de Olivera se convirtió en una de las más importantes durante la primera vuelta, sobre todo porque durante los 15 años en los que fue parlamentario de oposición (1985-2000) el tema de la moralización y lucha contra la corrupción caracterizó su labor pública, convirtiéndose en investigador de sonados casos de corrupción, durante los gobiernos de García y Fujimori, lo que le ganó las simpatías de un amplio sector del electorado.
| Candidatos       | Candidatos          | Candidatos          |
| Presidencia      | 1.º Vicepresidencia | 2.º Vicepresidencia |
| ---------------- | ------------------- | ------------------- |
| Fernando Olivera | Ricardo Belmont     | Eduardo Iriarte     |

En la campaña presidencial, Luis Ibérico publicitó su candidatura al Congreso con afiches en los que aparecía sosteniendo en alto una cinta VHS.
Los resultados de las elecciones ubicaron al candidato del FIM en el quinto lugar, con el 9.85% de las preferencias ciudadanas. Durante la campaña, su problema central fue que nunca logró superar su imagen como parlamentario luego de 15 años en el Congreso, la gente lo veía e identificaba como un fiscalizador, pero no como un presidente. Asimismo, también se identificaron errores estratégicos en el último tramo de la contienda electoral. Por ejemplo, trató de ponerse al nivel del ganador y por encima de los otros contendores, dirigiendo todas sus críticas contra Alejandro Toledo y restándole méritos en la caída de Alberto Fujimori, lo que creó una reacción contraria en el electorado (ya que todos le reconocían ese esfuerzo a Toledo)”.
Los dos candidatos que pasaron a la 2.ª vuelta fueron Alejandro Toledo de Perú Posible y Alan García del APRA. Durante la campaña, los sucesivos errores de Toledo y su entorno familiar y partidario lo llevaron a perder popularidad en muy poco tiempo. Sin embargo, Olivera decidió apoyar a Toledo en la 2.ª vuelta, ya que era opositor a líder aprista, donde formaron una alianza con Perú Posible y luego Toledo resultó elegido Presidente de la República.
En dichas elecciones, el partido también presentó candidatos al Congreso de la República donde solo obtuvo 11 representantes.
| Región    | Nombre                     | Número de Votos |
| --------- | -------------------------- | --------------- |
| Arequipa  | Dora Núñez Dávila          | 26,638          |
| Cajamarca | Manuel Bustamante Coronado | 18,715          |
| Ica       | José Miguel Devescovi      | 16,286          |
| Junín     | Carlos Infantas Fernández  | 15,138          |
| Junín     | Alcides Chamorro           | 47,346          |
| Lima      | Luis Ibérico               | 144,671         |
| Lima      | Fausto Alvarado            | 39,341          |
| Lima      | Susana Higuchi             | 80,461          |
| Lima      | Heriberto Benítez          | 33,338          |
| Piura     | Humberto Requena           | 39,341          |
| Puno      | Gustavo Pacheco            | 80,461          |

### Elecciones regionales y municipales de 2002
Al obtener escaños en el congreso, el partido participa en las elecciones regionales y municipales del 2002, participando en 2 circunscripciones en gobiernos regionales, obteniendo 1 autoridad electa en el departamento del Cuzco, a su vez obtiene 2 alcaldías provinciales, siendo las provincias de Cutervo en Cajamarca y Mariscal Cáceres en San Martín, y 26 alcaldías distritales.

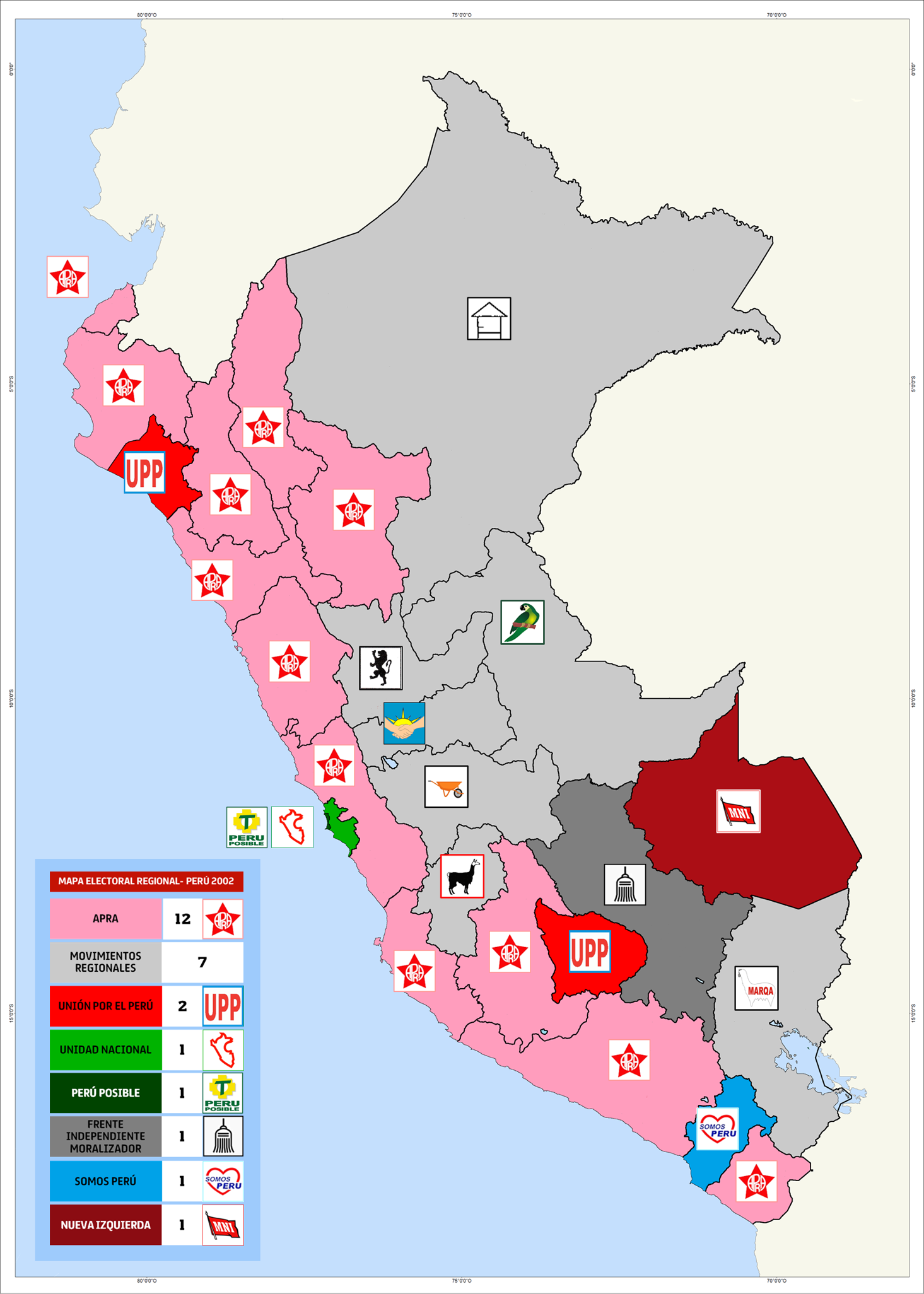
Resultados Electorales en los Gobiernos Regionales, FIM obtuvo un Gobierno Regional en el departamento del Cuzco.

Gobernadores Regionales electos por FIM
| Región | Gobernador Regional     |
| ------ | ----------------------- |
| Cuzco  | Carlos Cuaresma Sánchez |

Alcaldes Provinciales electos por FIM
| Región     | Provincia        | Alcalde                      |
| ---------- | ---------------- | ---------------------------- |
| Cajamarca  | Cutervo          | Jorge Luis Paredes Guevara   |
| San Martín | Mariscal Cáceres | Signior Pozzo Di Borgo Perez |

Alcaldes Distritales electos por FIM
| Región    | Provincia        | Distrito                            | Alcalde                       |
| --------- | ---------------- | ----------------------------------- | ----------------------------- |
| Áncash    | Antonio Raimondi | Chingas                             | Lucio Capillo Fernandez       |
| Áncash    | Huari            | Masin                               | Jaime Ortiz Arellano          |
| Áncash    | Huari            | Rahuapampa                          | Justino Espinoza Blas         |
| Áncash    | Recuay           | Pararín                             | Arturo Virgilio Falero        |
| Apurímac  | Aymaraes         | Tintay                              | Nemesio Olivera Moreano       |
| Cajamarca | Chota            | Cochabamba                          | Nemesio Olivera Moreano       |
| Cajamarca | Chota            | Conchán                             | Frabriciano Delgado Tantalean |
| Cuzco     | Acomayo          | Acos                                | Juan Ríos Burgos              |
| Cuzco     | Calca            | Taray                               | Manuel Huisa Champi           |
| Cuzco     | Canchis          | Maranganí                           | Miguel Saraya Sinsaya         |
| Cuzco     | Espinar          | Ocoruro                             | Jacinto Libandro Llave        |
| Cuzco     | Paucartambo      | Kosñipata                           | Arturo Rozas Torres           |
| Cuzco     | Urubamba         | Machupicchu                         | Oscar Valencia Aucca          |
| Lima      | Yauyos           | Chocos                              | Damian Sacsa Luyo             |
| Pasco     | Pasco            | Paucartambo                         | Uribe Melendez Gamarra        |
| Pasco     | Pasco            | San Francisco de Asís de Yarusyacán | Walter Salazar Maximiliano    |
| Piura     | Morropón         | Yamango                             | Gilbert Cordova Garcia        |
| Puno      | Chucuito         | Zepita                              | Justo Apaza Delgado           |
| Puno      | Lampa            | Ocuviri                             | Silverio Huarca Arce          |

### Elecciones generales del 2006
Tras dar por acabada la alianza con Perú Posible a finales del 2005, el FIM nombró a Fernando Olivera como su candidato presidencial para las elecciones generales del 2006. 
| Candidatos       | Candidatos          | Candidatos          |
| Presidencia      | 1.º Vicepresidencia | 2.º Vicepresidencia |
| ---------------- | ------------------- | ------------------- |
| Fernando Olivera | Fausto Alvarado     | Luis Iberico Núñez  |

Sin embargo, debido al poco respaldo que registraba en las encuestas de opinión pública, Olivera decidió retirar su candidatura y solo postular al Congreso de la República encabezando la lista de su partido. Sobre el retiro de su candidatura, manifestó lo siguiente: “Soy un hombre de fe que cree en el Perú y que cree en la democracia, y porque en una democracia el pueblo manda, anuncio el retiro de la candidatura presidencial y declaro que, cumpliendo el deber patriótico, asumo la responsabilidad de trabajar por el rescate del Congreso junto con todo el equipo del FIM y con todos los demócratas del Perú”.
Antes de la primera vuelta, los congresistas apristas Jorge del Castillo, Mercedes Cabanillas y Mauricio Mulder entregaron a la prensa un documento referido a un “acuerdo de gobernabilidad” con cuatro puntos que supuestamente fue firmado por la candidata de Unidad Nacional Lourdes Flores y el cuestionado líder del FIM. De inmediato, la candidata de Unidad Nacional descartó la existencia de un acuerdo de gobernabilidad entre la alianza electoral que lideraba y el FIM.
Luego de las elecciones, los resultados no favorecieron al partido y ninguno de los candidatos de su lista al Congreso fueron elegido para periodo legislativo 2006-2011. Debido a que no superó la valla electoral, el partido perdió su inscripción y finalmente fue disuelto en 2007.

### Elecciones regionales y municipales de 2006
A pesar de no obtener escaños en el congreso, el partido participa en las elecciones regionales y municipales del 2006, donde obtiene 2 alcaldías distritales, siendo los distritos de Acos y Checacupe en Cuzco, sin embargo, no obtiene ninguna alcaldía provincial y gobernadores regionales electos.
Alcaldes Distritales electos por FIM
| Región | Provincia | Distrito  | Alcalde             |
| ------ | --------- | --------- | ------------------- |
| Cuzco  | Acomayo   | Acos      | Juan Ríos Burgos    |
| Cuzco  | Canchis   | Checacupe | Jesús Quispe Hancco |

A nivel del Cuzco, el gobernador del Cuzco Carlos Cuaresma Sánchez se presentó a la reelección, sin embargo no resultó elegido.

## Elecciones subnacionales
| Fecha      | Resultados a nivel distrital | Resultados a nivel distrital                   | Resultados a nivel provincial | Resultados a nivel provincial                  | Resultados a nivel regional | Resultados a nivel regional                    |
| Fecha      | autoridades electas          | circunscripciones (convocadas/donde participa) | autoridades electas           | circunscripciones (convocadas/donde participa) | autoridades electas         | circunscripciones (convocadas/donde participa) |
| ---------- | ---------------------------- | ---------------------------------------------- | ----------------------------- | ---------------------------------------------- | --------------------------- | ---------------------------------------------- |
| 1993 (M)   | 60                           | 1539/79                                        | 19                            | 186/14                                         |                             |                                                |
| 2002 (RYM) | 118                          | 1635/200                                       | 20                            | 194/22                                         | 11                          | 25/2                                           |
| 2003 (MC)  | 0                            | 13/3                                           |                               |                                                |                             |                                                |
| 2005 (MC)  | 0                            | 21/1                                           |                               |                                                |                             |                                                |
| 2006 (NEM) | 0                            | 9/1                                            |                               |                                                |                             |                                                |
| 2006 (RYM) | 11                           | 1637/63                                        | 0                             | 195/11                                         | 0                           | 25/1                                           |

- NEM: Nuevas Elecciones Municipales
- M: Elecciones Municipales
- MC: Elecciones Municipales Complementarias
- RYM: Elecciones Regionales y Municipales

## Participación en Coyunturas

### Gobierno de Alejandro Toledo (2001-2006)
Luego de la juramentación de Alejandro Toledo a la Presidente de la República, el partido Perú Posible decidió trabajar junto con el FIM, donde se logró luego de que ambos grupos políticos suscribieran el denominado “Pacto por la Gobernabilidad y la Moralización”, que “establece que cualquier acuerdo con otro grupo político debe contar con la aprobación de ambas partes de la alianza”.
Ya en el gobierno, Toledo se enfrentó a un Congreso con una fuerte oposición parlamentaria. Debido a eso, apostó por una alianza con el FIM, con cuyos votos —sumados a los de algunos independientes— podría obtener una mayoría más manejable en el Parlamento. Posteriormente, se estableció una coalición mínima entre el partido de Toledo y el de Olivera, coalición que se vio permanentemente afectada por una serie de tensiones ministeriales, evidenciando quiebres y demostrando que no existía certidumbre en las votaciones que deberían favorecer al gobierno de turno.
Producto de esra alianza, Fernando Olivera juramentó como Ministro de Justicia en el primer gabinete del gobierno Toledo presidido por Roberto Dañino Zapata. En 2002, Olivera renunció al Ministerio y fue nombrado Embajador de Perú en España, tras su renuncia, fue reemplazado por el congresista Fausto Alvarado, también representante del FIM, y juramentó “por la alianza de gobernabilidad y moralización que busca darle al Perú un gobierno que lo lleve a la prosperidad”.
El cambio de ministro fue saludado por el parlamentario aprista Jorge del Castillo, a quien le pareció bien que el gobierno se haya liberado de la presencia de Olivera quien de acuerdo a su personalidad, hasta el último momento, le creó problemas por su actitud compulsiva y confrontacional.
Otros rostros conocidos del FIM que tuvieron cargos importantes durante el gobierno de Toledo fueron Luis Ibérico, quien fue elegido 5.º Vicepresidente del Congreso de la República; Beatriz Merino quien fue parlamentaria por el FIM en el periodo 1995-2000 y luego, ya como independiente, fue elegida Presidenta del Consejo de Ministros en 2003 y Eduardo Iriarte, quien postuló a la 2.ª Vicepresidencia cuando Olivera era candidato presidencia en 2001, que se desempeñó como Ministro de la Producción, Ministro de Transportes y Director del Banco Central de Reserva.
En febrero de 2004, el líder del FIM anunció que su agrupación política no participará en el nuevo gabinete conversado que el gobierno viene conformando para superar la crisis de gobernabilidad existente en el país, pero que la alianza con Perú Posible se mantiene firme. El desgaste que sufrió el partido de Toledo fue similar al que sufrió el FIM. Algunos de sus representantes fueron cuestionados, entre ellos el propio Olivera, quien pese a ser Embajador de Perú en España pasó más tiempo en Lima, dedicado a labores políticas; o el presidente regional de Cusco, que acaba de promulgar una ordenanza regional reconociendo el libre cultivo de la hoja de coca en algunos valles de esa región, por lo que empezaron a perder apoyo popular y pronto desaparecieron de las encuestas de opinión, lo que dificultó sus posibilidades electorales en el 2006. Terminado el gobierno de Alejandro Toledo, la alianza con el FIM llegó a su fin.

## Resultados electorales

### Elecciones presidenciales
| Año  | Fórmula presidencial | Fórmula presidencial | Fórmula presidencial    | Fórmula presidencial | Votos     | %               | Resultado                                                                                      | Notas |
| Año  | Presidente           | Presidente           | Vicepresidentes         | Vicepresidentes      | Votos     | %               | Resultado                                                                                      | Notas |
| ---- | -------------------- | -------------------- | ----------------------- | -------------------- | --------- | --------------- | ---------------------------------------------------------------------------------------------- | ----- |
| 2001 |                      | Fernando Olivera     | 1.º                     | Ricardo Belmont      | 1 044 207 | \| \| 9.84 % \| | 4°                                                                                             |       |
| 2001 | 2.º                  | Fernando Olivera     | Eduardo Iriarte Jiménez |                      | 1 044 207 | \| \| 9.84 % \| | 4°                                                                                             |       |
| 2006 | 1.º                  | Fernando Olivera     | Fausto Alvarado         | N/A                  | N/A       | N/A             | Decidió renunciar a su candidatura y encabezar la lista de candidatos al Congreso del partido. |       |
| 2006 | 2.º                  | Fernando Olivera     | Luis Ibérico            | N/A                  | N/A       | N/A             | Decidió renunciar a su candidatura y encabezar la lista de candidatos al Congreso del partido. |       |
|      | 9.84 %               |                      |                         |                      |           |                 |                                                                                                |       |

### Elecciones Parlamentarias
|  | 5.91 % |

|  | 4.89 % |

|  | 7.56 % |

|  | 10.98 % |

|  | 1.45 % |

### Elecciones al Parlamento Andino
| Año  | Votos  | %               | Escaños | Posición | Notas |
| ---- | ------ | --------------- | ------- | -------- | ----- |
| 2006 | 77 512 | \| \| 0.90 % \| | 0/5     | 13.º     |       |
|      | 0.90 % |                 |         |          |       |

### Elecciones regionales y municipales
| Año  | Gobiernos Regionales | Alcaldías Provinciales | Alcaldías Distritales |
| Año  | Representantes       | Representantes         | Representantes        |
| ---- | -------------------- | ---------------------- | --------------------- |
| 1993 |                      | 2/194                  | 9/1867                |
| 2002 | 1/25                 | 2/194                  | 26/1867               |
| 2006 | 0/25                 | 0/194                  | 2/1867                |